# The Big Shave
The Big Shave ist ein 5-minütiger Kurzfilm von Martin Scorsese aus dem Jahr 1967. Er ist auch unter dem Namen Viet ’67 bekannt.

## Handlung
Ein Mann rasiert sich in einem weißen Badezimmer. Er scheint nicht zu merken, dass er sich dabei die ganze Zeit schneidet. Sein Blut läuft ihm über das Gesicht und den Körper und tropft in das Waschbecken. Zum Schluss legt er seinen Rasierer auf das Waschbecken, das Bild blendet ins Rote über.

## Hintergrund
Der Kurzfilm wird als Kommentar zu Amerikas Engagement im Vietnamkrieg gedeutet. Er wurde an der „Tisch School of the Arts“ an der Universität New York produziert. Die Swingnummer, die den ganzen Film über gespielt wird, ist I Can’t Get Started von Bunny Berigan.

## Sonstiges
Das Musikvideo zu „Time Will Tell“ von Dave Hause ist eine Hommage an „The Big Shave“.